# Martin-Luther-Kirche (Lichtenfels)

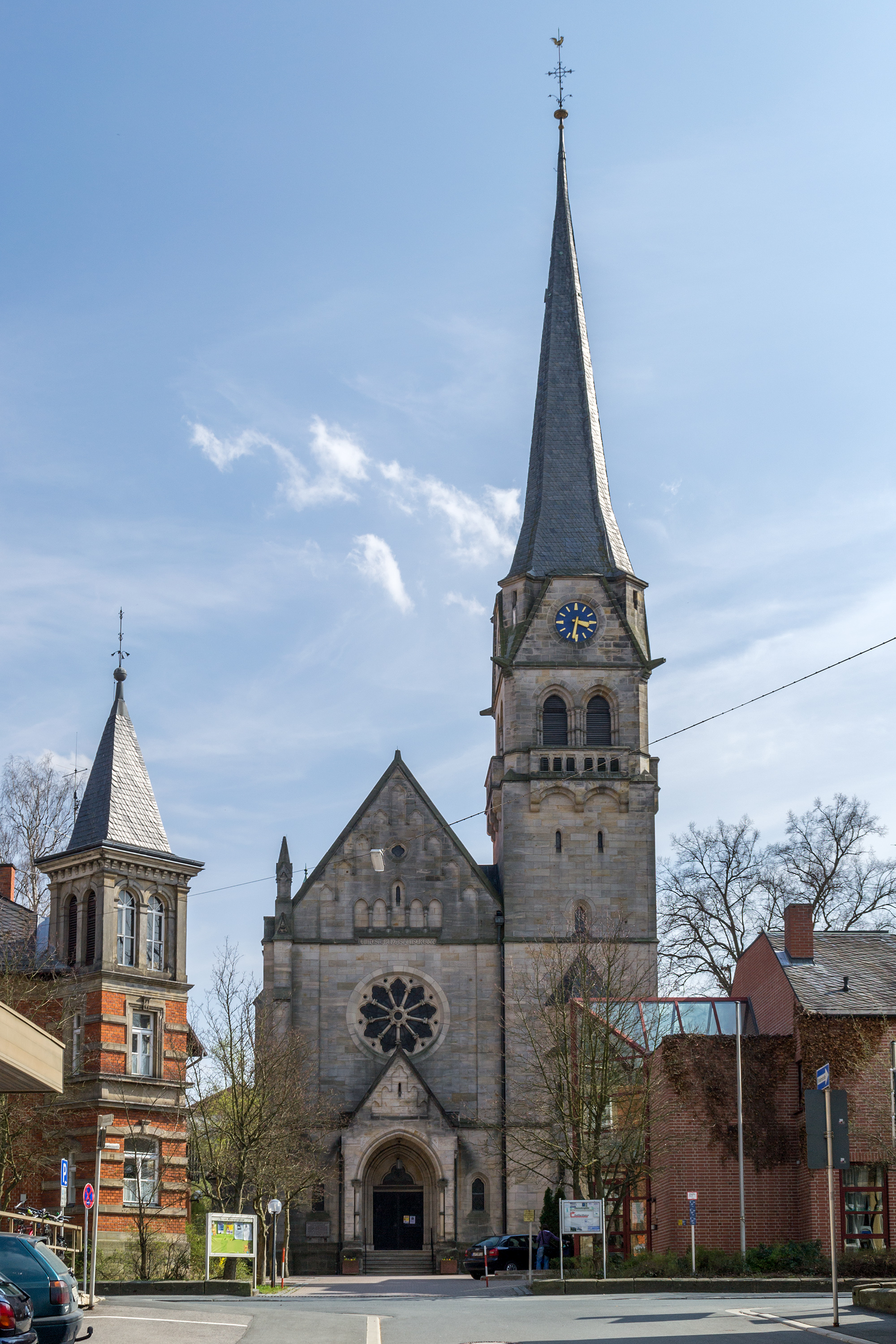
Martin-Luther-Kirche

Die evangelisch-lutherische Martin-Luther-Kirche steht in der Kronacher Straße der Kreisstadt Lichtenfels im Landkreis Lichtenfels (Oberfranken, Bayern). Die denkmalgeschützte Pfarrkirche wurde 1902/1903 nach Plänen von Gustav Haeberle errichtet.

## Geschichte

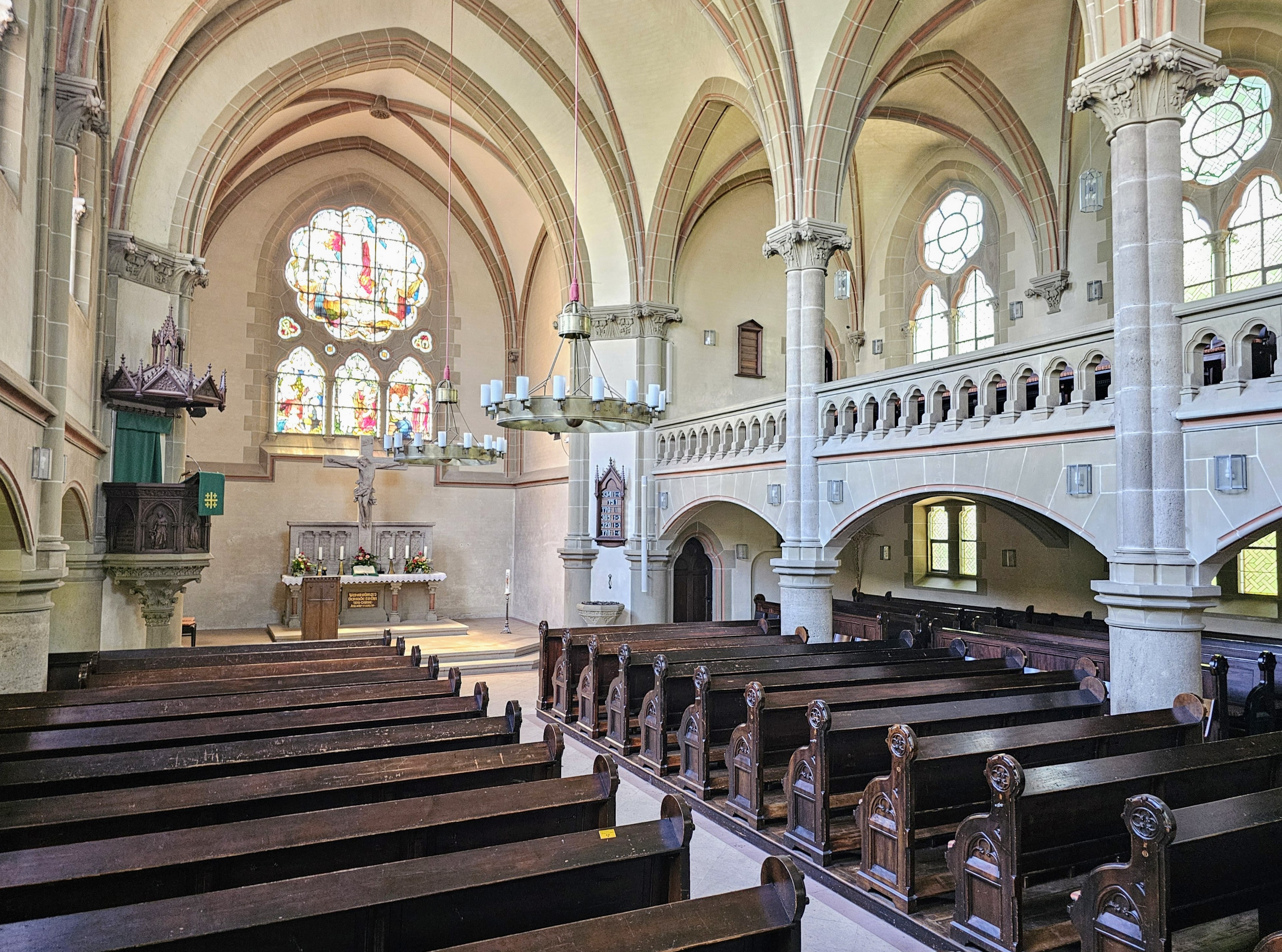
Innenraum

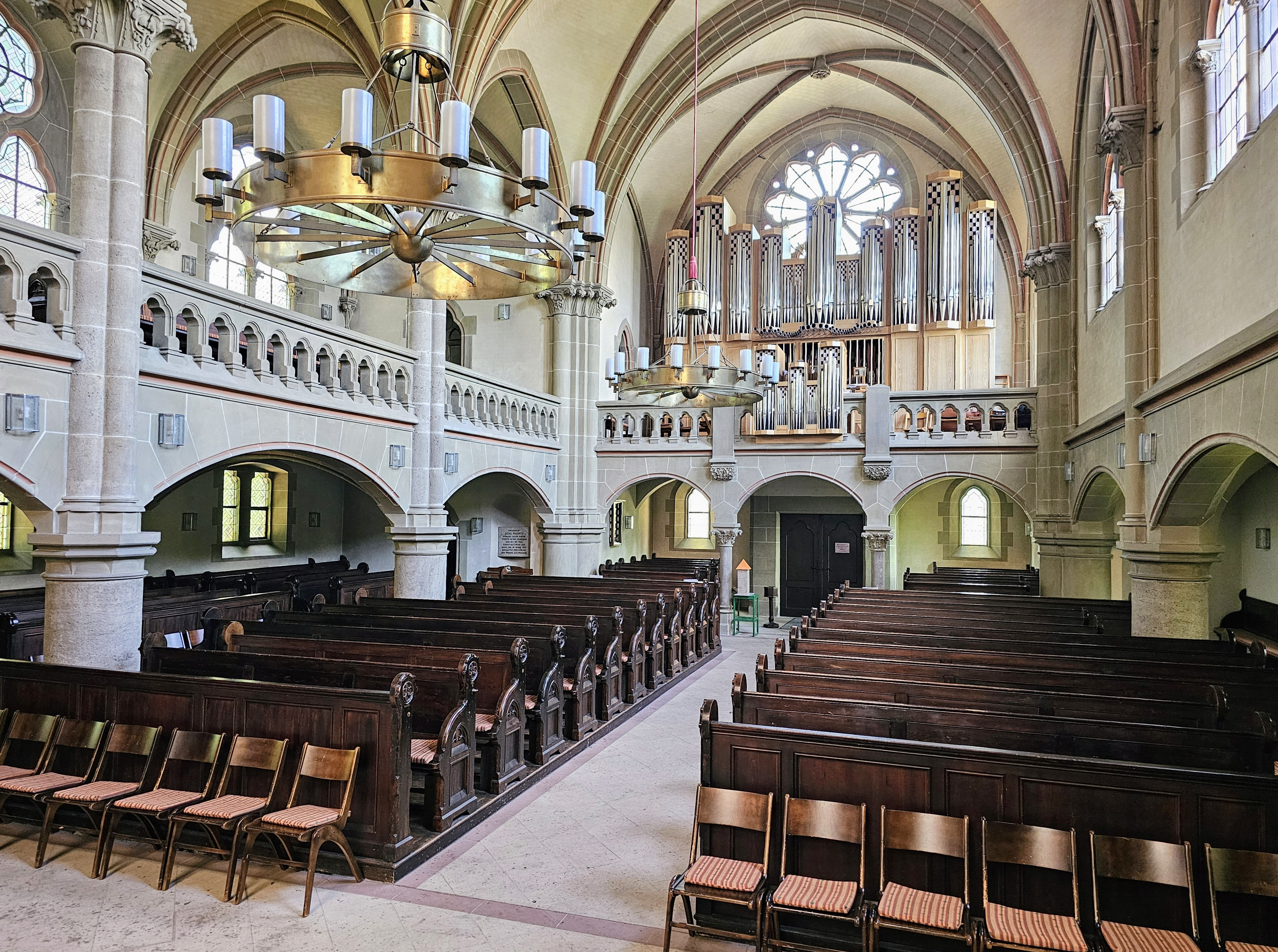
Blick zur Orgel

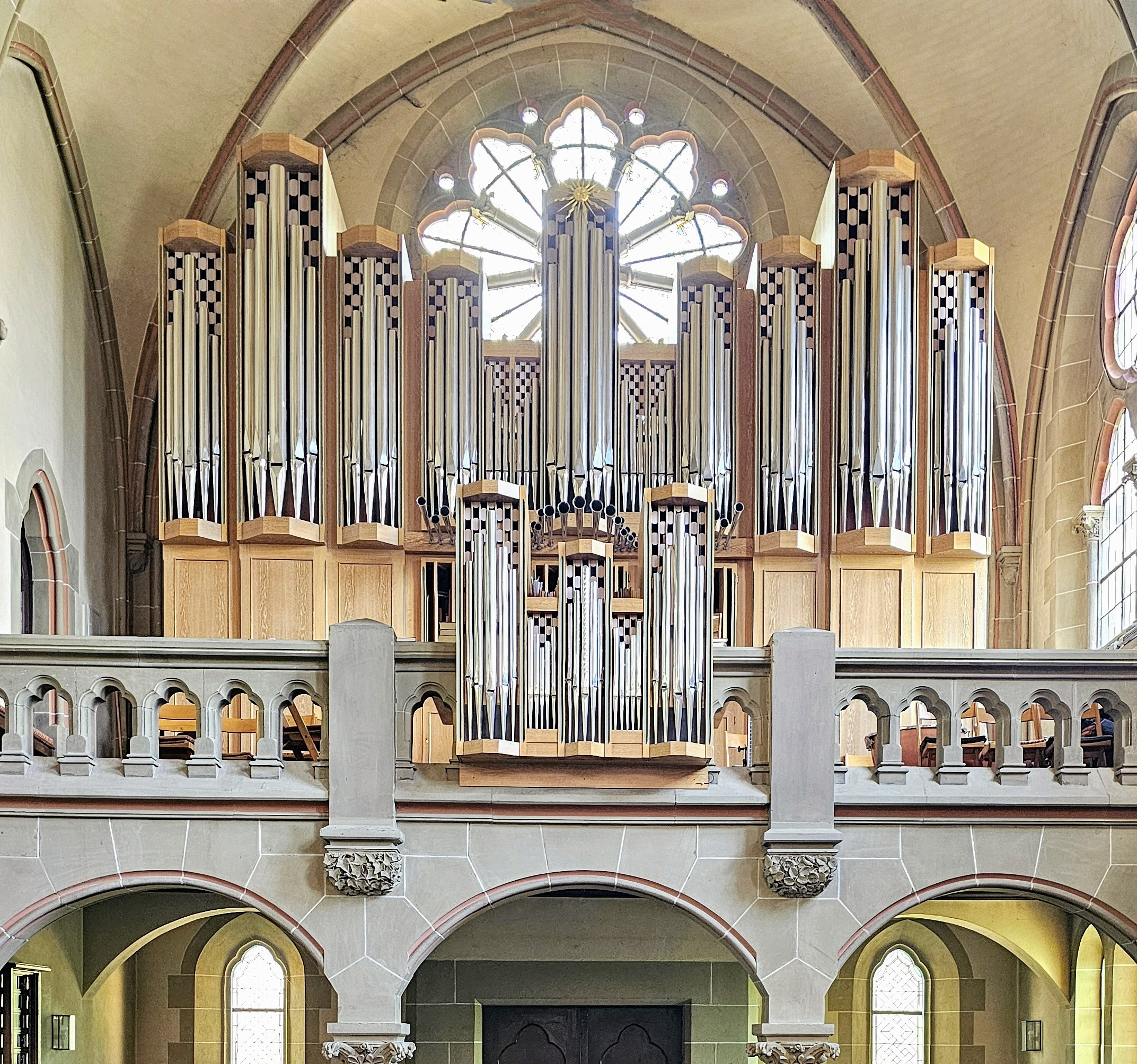
Orgel

Die Kirchengemeinde Lichtenfels ist verhältnismäßig jung. Sie war ursprünglich eine Tochter der Pfarrei in Schney. Durch die wachsende Bedeutung von Lichtenfels als Eisenbahnknoten siedelten sich dort zunehmend evangelische Christen an, sodass 1893 Lichtenfels zur Filialkirchengemeinde erhoben wurde. Sie umfasste außer Lichtenfels die Ortschaften Burgberg, Seubelsdorf, Oberwallenstadt, Unterwallenstadt und Vierzehnheiligen, das seinerzeit als Frankenthal zu Lichtenfels gehörte. 1900 umfasste die evangelisch-lutherische Gemeinde Lichtenfels bereits 1020 Gemeindeglieder. Der Ruf nach einem eigenen Gotteshaus wurde lauter. 1892 wurde ein Kirchenbauverein gegründet. Im ersten Bauabschnitt wurde für den Pfarrsaal des Pfarrhauses, der zunächst die Kirche ersetzen sollte, im Mai 1894 der Grundstein gelegt. Am 1. Adventssonntag, dem 2. Dezember 1894, konnte der Pfarrsaal eingeweiht werden. Dort traf sich die Gemeinde jeden Sonntag zum Gottesdienst. 1902 wurde mit dem Bau der Kirche begonnen. Das Richtfest war am 18. März 1903, am 8. Dezember 1903 wurde sie eingeweiht. 1907 wurde die Kirchengemeinde Lichtenfels eigenständig.
Zwei der drei Glocken wurden 1914 für die Rüstungsindustrie abgeliefert. Sie wurden 1922 durch zwei neue Glocken ersetzt, gegossen von Franz August Schilling. 1942 wurden wiederum zwei der drei Glocken eingeschmolzen. Nur die Gebetsglocke hat den Zweiten Weltkrieg überdauert hatte. Das 1945 beim Einmarsch amerikanischer Truppen durch Beschuss stark beschädigte Kirchendach wurde zunächst notdürftig repariert. 1952 konnte das Geläut wieder ergänzt werden.
Größeren Zuwachs erhielt die Kirchengemeinde in den 1990er Jahren durch Ansiedlung von Spätaussiedlern aus der ehemaligen Sowjetunion.

## Baubeschreibung
Die Martin-Luther-Kirche wurde im Baustil des Historismus errichtet, und zwar in Formen des Übergangsstiles von Romanik zu Gotik. Die zweischiffige Hallenkirche besteht aus einem Satteldach bedeckten Mittelschiff. Daneben steht der Glockenturm, hinter diesem das dreiachsige Seitenschiff, dessen Satteldächer quer liegen.
Die Orgel wurde 1987 von Hey Orgelbau erbaut. Sie verfügt über 32 Register, die sich auf  drei Manuale und das Pedal verteilen.